# 무선 트랜잭션 프로토콜
무선 트랜잭션 프로토콜(Wireless transaction protocol, WTP)는 이동통신에서 사용되는 표준으로, OSI 모델에서의 무선 통신 부분을 가리킨다.  일반적으로, 휴대전화에서 인터넷으로 접속할 수 있게 하는 WAP의 한 계층이다.
데이터의 송수신은 Request - Replay를 근간으로 하며, 패킷 형태로 전송하여, 오류가 발생한 패킷만 재전송을 요청하여 채널 사용의 효율성을 높인다.
WTP 자체로는 보안성이 없다.

## 구분
- 클래스 0 : 오류를 허용하며, 응답을 필요치 않는 메시지
- 클래스 1 : 응답을 요구하지는 않으나, 신뢰할 수 있는 송신
- 클래스 2 : 신뢰할 수 있는 응답과 신뢰할 수 있는 송신